# Stenolophus aurata
Stenolophus aurata är en skalbaggsart som beskrevs av Pierre François Marie Auguste Dejean. Stenolophus aurata ingår i släktet Stenolophus och familjen jordlöpare. Inga underarter finns listade i Catalogue of Life.